# Honor

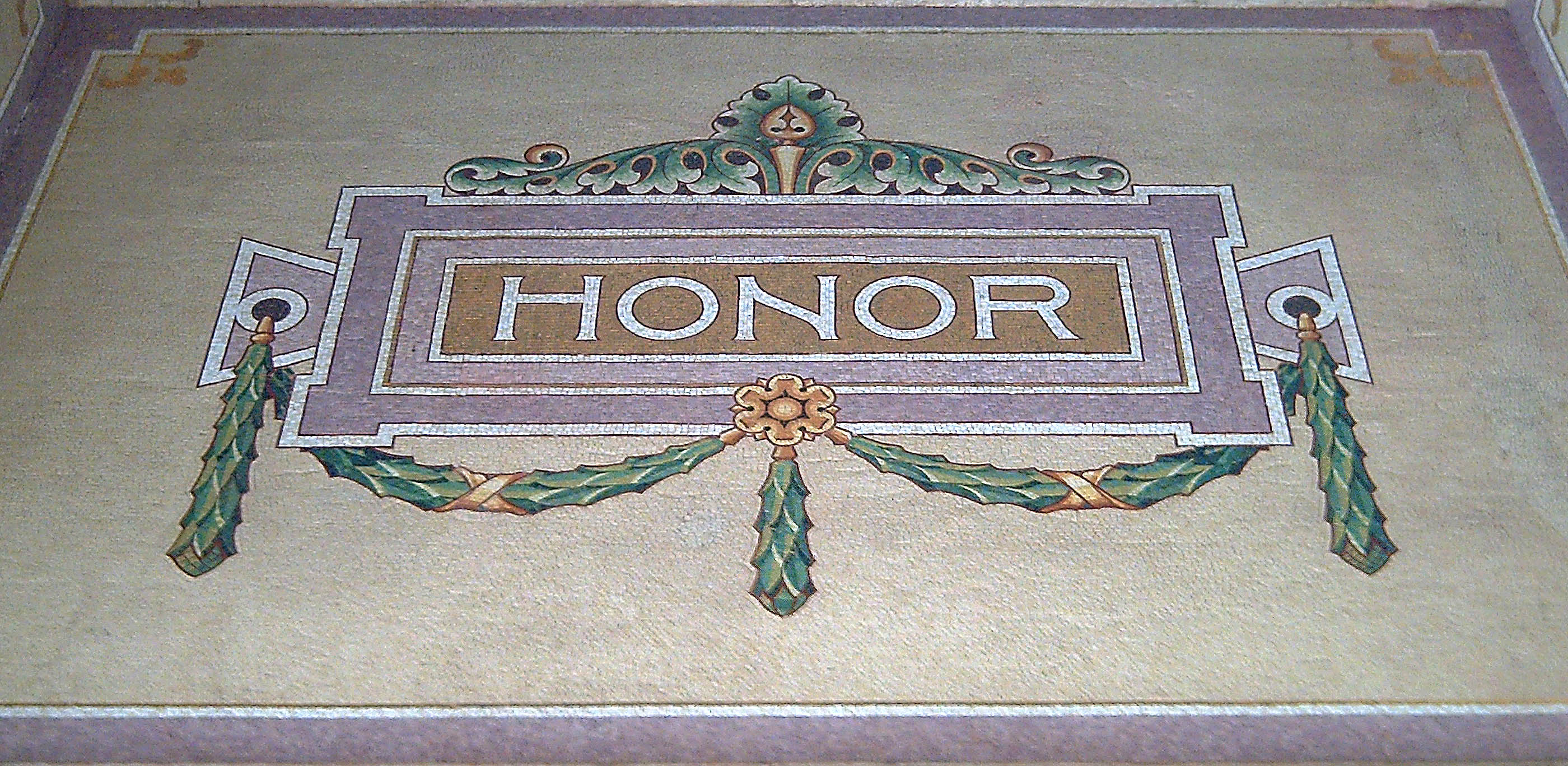
Mosaico en el zaguán del Panteón de Hombres Ilustres (Madrid), donde la palabra "honor" hace entender que se rinde honor a las personas allí sepultadas porque se les considera ejemplos de vidas honorables.

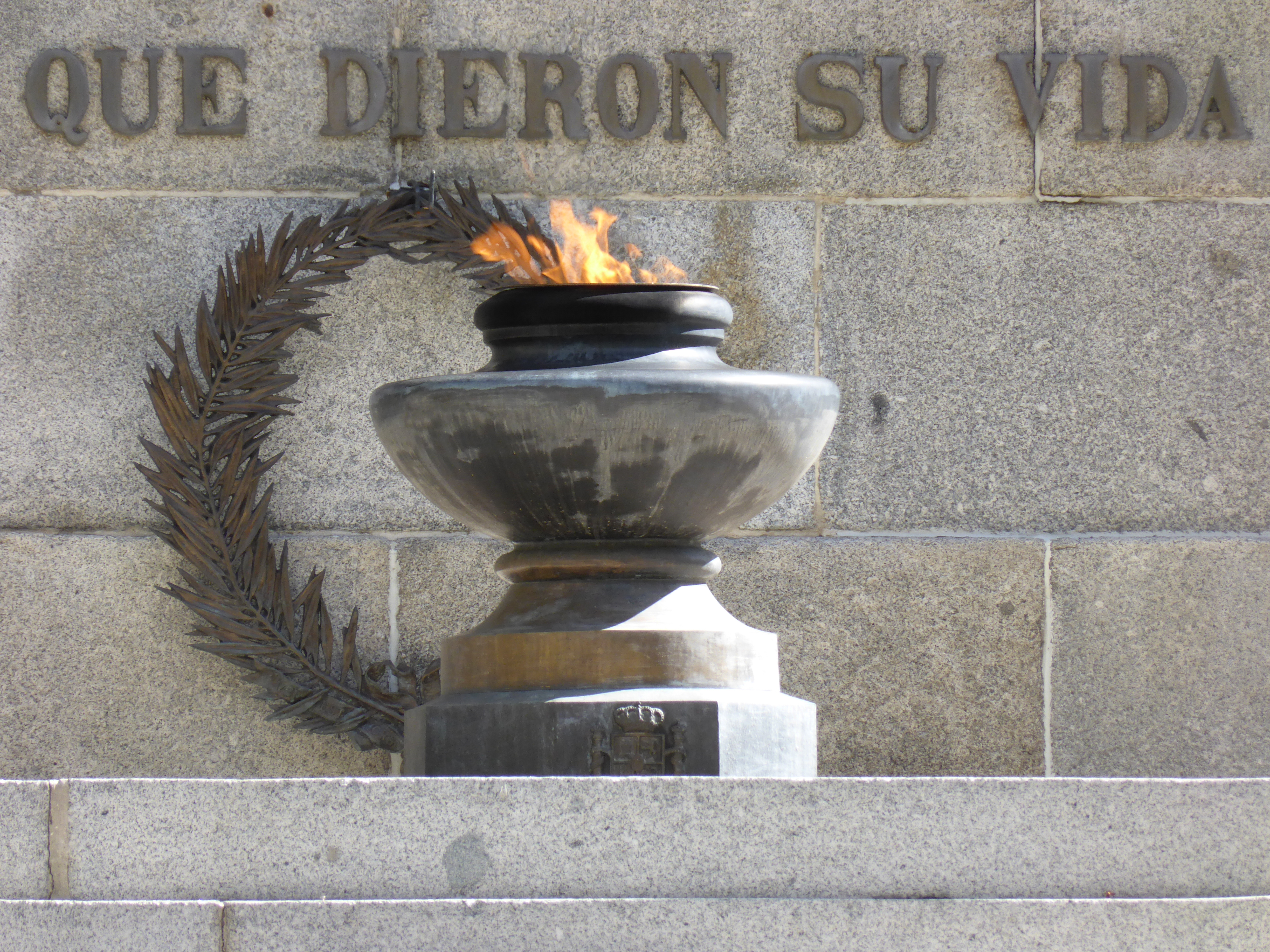
Pebetero con una llama que arde en "honor a todos los que dieron su vida por España" (Monumento a los Caídos por España, Plaza de la Lealtad, Madrid).

Honor es un concepto de múltiple significación, que por un lado se identifica con cualidades morales (integridad personal o virtud) y por otro como precedencia (rango o estatus social, que tradicionalmente se transmite por herencia).
Puede tomarse en una acepción subjetiva (lo que uno siente como su propio honor) o en su acepción social, como elemento que entra en juego en las relaciones sociales en muchas civilizaciones.
Implica la aceptación personal y la construcción en el imaginario social, e incluso en la superestructura jurídica, de virtudes morales vinculadas al deber, al mérito, al heroísmo, etc.; que trascienden al ámbito familiar, de la descendencia (la "sangre" y la "casta") y de la conducta sexual; que se reflejan en la opinión (la reputación, la fama o la gloria) y en diferentes ceremonias de reconocimiento público; y que produce recompensas materiales o "dignidades" (como cargos, empleos, rentas, patrimonios, herencias, etc.) Específicamente cumplió esa función durante un gran periodo de la historia de la civilización occidental, con conceptos precedentes en la Antigüedad clásica grecorromana y en los pueblos germánicos, llegando a una alta codificación desde la conformación del feudalismo de Europa Occidental en la Edad Media. Continuó operante en las sociedades de Antiguo Régimen (la Edad Moderna en Francia, España, etc.) mientras la nobleza siguió siendo clase dominante en la sociedad estamental. El concepto pervivió en formaciones sociales históricas que se convierten en sociedades de clase o burguesas durante la Edad Contemporánea; pero su función es ya otra, exagerando sus extremos más románticos (por ejemplo, el duelo, que tiene su edad de oro en el siglo XIX).
Ya en el periodo histórico del Antiguo Régimen, el honor observado hasta el extremo llevaba hasta el ridículo (como ejemplifica Cervantes en Don Quijote), mientras otros lo tomaban completamente en serio aunque pusieran en cuestión sus límites, exponiendo a crítica el concepto socialmente aceptado que las elites intelectuales ven como una rémora a desechar (dramas de honor de Pedro Calderón de la Barca y Guillén de Castro).
En la actualidad, el derecho al honor, asociado a otros derechos, como los relativos a la propia imagen y a la intimidad personal y familiar (incluyendo el derecho a la protección de datos), y sobre todo al concepto de dignidad humana, es objeto de protección jurídica tanto en las distintas legislaciones nacionales como en la Declaración Universal de los Derechos Humanos. [cita requerida]

## Honor en distintas civilizaciones

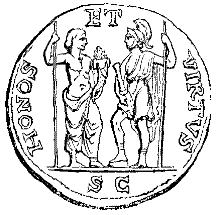
Honos et Virtus en una moneda romana.

La Edad Antigua disponía de conceptos similares: En Grecia, la τιμή timé que justificaba la timocracia ("gobierno de los honorables"), que se concretaba en realidad en la plutocracia de los más ricos, al igual que el concepto de ἀρετή areté justificaba la aristocracia ("gobierno de los aristoi", "los excelentes", "los que destacan", "los mejores", "los virtuosos"), que se concretaba en realidad en la oligarquía de los nobles por nacimiento, necesariamente "pocos" y opuestos a los "muchos" (hoi polloi) y "malos" o "cobardes" (hoi kakoi). También el de κλέος kleos (gloria).
En Roma, la virtus ("virtud", literalmente "hombría" u "hombredad", de vir, "varón" en latín). Es significativo que el culto a Virtus y Honos, entidades deificadas (la primera femenina y la segunda masculina, ambas jóvenes y con atributos de triunfo y abundancia, de cuya unión nacía la clemencia), se planteó para hacerse en el mismo templo, aunque el colegio de los pontífices impuso que se hiciera en dos partes diferenciadas del mismo. Se llamaba honor al incentivo o recompensa que recibía un militar, fuera un premio material (como una propiedad) o la promoción a un puesto de mayor categoría (dignitas -"dignidad"-, como los que se recopilan en la Notitia dignitatum). Con la evolución de la República romana al Imperio (primero al Principado y finalmente al Dominado), estas funciones fueron convirtiéndose en los precedentes de las de los estamentos privilegiados de la sociedad feudal.

Obraba con tino Augusto al escatimar los honores y prodigar los dones, con tanta más razón que los primeros son un privilegio cuya esencia, lo mismo que la de la virtud, es la singularidad: Cui malus es nemo, quis bonus esse potest? ("Aquel para quien nadie es malo ¿a quién tendrá por bueno? Marcial, XII, 82)
Michel de Montaigne, Ensayos II, 7 De las recompensas del honor

Su identificación con la valentía y la destreza en el uso de las armas evolucionó hacia las virtudes caballerescas en la Edad Media europea, incluyendo aportes cristianos y germánicos -o al menos provenientes de las costumbres de los pueblos del norte de Europa- (en los reinos hispano-cristianos, los imaginarios, pero omnipresentes conceptos de "venir de godos", de "cristiano viejo" y de "valer más o valer menos").

Un bel morir tutta la vita onora
Petrarca

Más vale honra sin barcos, que barcos sin honra.
Casto Méndez Núñez

Otras civilizaciones presentan conceptos similares al honor muy elaborados, notablemente el caso de la historia de Japón, cuya similitud con el feudalismo o la monarquía absoluta europeas se ha señalado por la historiografía (Perry Anderson, Kohachiro Takahasi)
Los viajeros europeos que entraron en contacto con la civilización china en la Edad Moderna vieron problemática la identificación del complejo sistema confuciano con el concepto occidental de honor. Una propuesta actual, desde el ámbito de la psicología, define la china como una "cultura del rostro" (face culture, más jerárquica, basada en la armonía del grupo y en la modestia) por oposición a otras que define como "culturas de la dignidad" (individualistas) y "culturas del honor" (como la japonesa tradicional, que imponen la necesidad de establecer y defender la virtud y el honor del individuo y del grupo, y que se habrían desarrollado en sociedades en que es lícito "tomarse la justicia por su mano", al no haberse establecido propiamente un sistema de justicia).
Para otras civilizaciones, como la maya o la balinesa, se ha señalado lo problemático que es la interpretación de sus prácticas sociales a través de conceptos éticos o filosóficos occidentales, cayendo en el etnocentrismo; aunque de hecho la traducción de ciertas palabras (como la que de "honor" hace el antropólogo Clifford Geertz) sea necesaria, pues no hacerlo (aplicando un relativismo reducido al absurdo) significaría renunciar a entenderlas. Además, existe una coincidencia generalizada en las sociedades patriarcales en puntos como que "el honor de su comunidad está íntimamente ligado a 'sus' mujeres", y que la "calumnia a su honor colectivo... requiere reparación".

## Honor, honra, honestidad y honradez
Aunque propiamente son conceptos diferentes, es muy común confundir honor con honra, con honestidad y con honradez, pues su deslindamiento es difícil (además de compartir etimología). El honor se identificaba con el concepto medieval castellano de mesura (templanza, decoro, decencia o dignidad), vinculado a las virtudes caballerescas y a la lealtad. Tal como se entendía en el teatro clásico español, frente al honor, que es la dignidad "de puertas adentro", la honra es la dignidad "de puertas afuera", equivalente a la reputación, el prestigio, la opinión, la fama o la gloria: es decir, la sanción y conocimiento social del origen familiar esclarecido, que se remonta al mérito de un antepasado que, fundamentalmente por servicios militares, conquistó la nobleza (como virtud u honor). Descender de él confiere la herencia de la nobleza, en España la hidalguía (ser "hidalgo" o "hijo de algo"). Derivado de ese concepto viene la necesidad de fidelidad conyugal y castidad (honestidad como pudor) en las mujeres de la familia, garantía de que los varones hereden con la sangre la nobleza original. Mantener la honra o buena fama a toda costa origina tanto la obsesión de "guardarla" (que puede llegar a ser autodestructiva, y que es la que se ridiculiza en El celoso extremeño o en A secreto agravio, secreta venganza) como un sentimiento positivo de autoestima y superación que es el que prefiere definir DRAE en "pundonor" (etimológicamente "punto de honor"). También se ha propuesto diferenciar honra de honor en que "la honra se recibe y es debida", mientras que el honor "se posee". Al igual que se recibe y se posee, se puede perder y carecer de ello: deshonra y deshonor.
El concepto de honradez se adaptó con más claridad a la concepción burguesa del mundo (la fiabilidad para los negocios "especialmente diciendo la verdad o no apropiándose de lo ajeno"). Entre los siglos XVIII y XIX los cambios en los valores sociales hicieron evolucionar el concepto progresivamente (pero no de forma irreversible) desde lo colectivo a lo individual, vaciándolo de su relación con la herencia social para hacerlo un rasgo personal.
En Derecho el honor, la honra y la reputación están extremadamente ligadas, aunque esta última se asocia más al concepto de imagen pública.
Son atropellos al derecho a la honra, que es un derecho humano, y la reputación, que también es un derecho humano, los comportamientos dirigidos a denigrar a las personas, los que comprenden la imputación de delitos y de inmoralidades, las expresiones de vituperio y los actos de público menosprecio.

## Derecho humano
La honra y la reputación son derechos humanos establecidos en el Artículo 12 de la Declaración Universal de los Derechos Humanos.

Nadie será objeto de injerencias arbitrarias en su vida privada, su familia, su domicilio o su correspondencia, ni de ataques a su honra o a su reputación. Toda persona tiene derecho a la protección de la ley contra tales injerencias o ataques.
Declaración Universal de los Derechos Humanos.

La Convención Americana sobre Derechos Humanos, o Pacto de San José de Costa Rica, menciona a la honra como derecho humano en su Artículo 11.

Protección de la honra y de la dignidad.

1. Toda persona tiene derecho al respeto de su honra y al reconocimiento de su dignidad.

2. Nadie puede ser objeto de injerencias arbitrarias o abusivas en su vida privada, en la de su familia, en su domicilio o su correspondencia, ni de ataques ilegales a su honra o reputación.

3. Toda persona tiene derecho a la protección de la ley contra esas injerencias o esos ataques.
Convención Americana sobre Derechos Humanos.

El Artículo 14 de esta Convención consagra el "Derecho de rectificación o respuesta".

Derecho de rectificación o respuesta.

1. Toda persona afectada por informaciones inexactas o agravantes emitidas en su perjuicio a través de medios de difusión legalmente reglamentados y que se dirijan al público en general tiene derecho a efectuar por el mismo órgano de difusión su rectificación o respuesta en las condiciones que establezca la ley.

2. En ningún caso la rectificación o respuesta eximirán de las otras responsabilidades legales en que se hubiere incurrido.

3. Para la efectiva protección de la honra y la reputación, toda publicación o empresa periodística, cinematográfica, de radio o televisión tendrá una persona responsable que no esté protegida por inmunidades ni disponga de fuero especial.
Convención Americana sobre Derechos Humanos.

La Constitución española de 1978 lo protege en su artículo 18: 

1. Se garantiza el derecho al honor, a la intimidad personal y familiar y a la propia imagen.
2. El domicilio es inviolable. Ninguna entrada o registro podrá hacerse en el sin consentimiento del titular o resolución judicial, salvo en caso de flagrante delito.

3. Se garantiza el secreto de las comunicaciones y, en especial, de las postales, telegráficas y telefónicas, salvo resolución judicial.

4. La Ley limitará el uso de la informática para garantizar el honor y la intimidad personal y familiar de los ciudadanos y el pleno ejercicio de sus derechos.

El derecho humano del honor u honra tiene su fundamento, entre otras fuentes, en "el respeto a la persona humana", en el "principio de dignidad de la persona humana", en "el principio de inviolabilidad de la persona humana" y en la sentencia del filósofo Immanuel Kant de que: "Los seres humanos constituyen fines en sí mismos y no pueden ser utilizados solamente como medios de otras personas". Esta máxima del filósofo Kant es precisada por el principio de que "no se usa a un ser humano como medio en provecho de otras personas, ni tampoco se interfiere en forma ilegítima con los proyectos que tenga para su vida, si es que un gravamen, imposición o restricción a que se sujeta tiene sustento en su consentimiento". Sin embargo, los Derechos Humanos tienen la característica de ser irrenunciables, es decir, nadie podría renunciar al derecho humano de su honra.
Por otra parte, la dignidad es una cualidad que le pertenece a todo ser humano por el hecho de ser tal. Constituye un atributo de la personalidad de toda persona humana. Así, en su Artículo 1, la "Declaración Universal de los Derechos Humanos" establece que no existen personas que sean indignas o infames diciendo:

Todos los seres humanos nacen libres e iguales en dignidad y derechos […]
Declaración Universal de los Derechos Humanos.

### La dignidad humana
Reconocida en innumerables documentos como la Declaración de los Derechos Humanos en su artículo primero y la constitución italiana de 1947 en su art. 3, la dignidad es el fundamento o punto de referencia de los derechos fundamentales y, entre ellos, y especialmente, del derecho al honor, a la intimidad y a la propia imagen.
Definir la dignidad no es en absoluto un tema sencillo y “hasta tal punto parece existir dificultad para definir qué ha de entenderse por dignidad, que Kriele, citado por Vidal, ha señalado que el concepto de dignidad conlleva un curioso tono de solemnidad, una honda dimensión que a veces permanece oculta.” 
Sin embargo, si la dignidad es el rango de la persona como tal, entonces todos los seres humanos son iguales en dignidad. Esta concepción ha sido criticada y es por ello, precisamente, por lo que se prefiere definir la dignidad humana como la suma de caracteres o cualidades que configuran ante nosotros la existencia de un determinado ser y no otro, como un conjunto de rasgos que sumados unos a otros confirmarían la pertenencia de un ser dado a la especie humana.

### Posturas jurídicas en torno al honor

#### Concepciones y posturas doctrinales
La dignidad humana se encuentra en el fundamento del derecho al honor, la que justifica el deber de respeto a los demás hombres. Así el derecho al honor sería una derivación o emanación de la dignidad humana, entendido como derecho a ser respetado por los demás. Sin embargo, el derecho al honor es autónomo e independiente del derecho a la intimidad y a la propia imagen, aunque muchas veces se les otorgue el mismo tratamiento jurídico.
En cuanto a las concepciones normativistas del honor, se han señalado tres diferentes posturas: La primera de ellas basada en la dirección social, según la cual el honor se refiere al juicio de valor que la sociedad tiene de un individuo. En su opinión de sus detractores, conlleva a introducir de nuevo aspectos fácticos en el concepto de honor y supondría dividir el concepto de honor en tantas parcelas como espacios en los que se mueve el individuo. La segunda concepción basada en la autonomía del individuo, según la cual el honor vendría a coincidir con un reconocimiento que se vería afectado por los ataques contra el sujeto. Esto supone una excesiva individualización, incompatible con el principio de seguridad jurídica, y la pérdida de los caracteres generales necesarios para que un bien sea protegido por el derecho público. Otra parte de que el honor tiene una función personal y una función social. Sus detractores la rechazan porque en primer lugar esta teoría obliga a integrar la verdad como elemento de la injuria y, además, posibilita que haya personas sin honor aunque con capacidad de conseguirlo, de forma que una persona sin honor puede ser injuriada, porque puede llegar a tener honor.
Otros autores añaden un nivel superior de honor en vistas a ser proyección de la virtud. En este sentido, porque el hombre tiene libertad, es capaz de mérito, es decir, es capaz de obras con autoría personal, con responsabilidad propia; y esas obras, con todos sus efectos, están llamadas a integrar el patrimonio moral. El honor como proyección de la virtud, tiene en un plano valorativo fuertes implicaciones también con el tema de la responsabilidad. Y el honor, desde este punto de vista, es uno de los efectos que se siguen de las acciones que encierran virtud, la sombra que proyecta socialmente la virtud, sin pretenderlo. El honor es uno –otro más- de los modos que tiene el hombre de manifestarse pública y socialmente, aunque esa manifestación no sea sino la proyección necesaria de algo anterior: la existencia de unas acciones justas que, en razón de su fuerza difusiva, tiene trascendencia social, es decir, comunican sus efectos a un ámbito social; luego el honor trasciende en la honra.

#### Naturaleza jurídica del honor
El honor, como bien jurídico reviste dos formas diferentes, esto es, que se da a conocer a través de dos maneras distintas y bien definidas, a saber: el honor subjetivo, y el honor objetivo. 
El primero se refiere a la autovaloración, esto es, el aprecio de la propia dignidad, como es el juicio que cada cual tiene de sí mismo en cuanto sujeto de relaciones ético-sociales. Todas las personas poseen una autoestima determinada, la que sea. Algunos la tendrán más elevada que otros, pero ello no obsta a que cada cual tenga la suya propia y que ello sea de suma importancia para los hombres. Es la valoración como persona que cada uno tiene de sí mismo muy dentro suyo, ya en la psiquis, ya en el espíritu, por el solo hecho de ser tal. Cuando es dañada esta valoración, es decir, cuando una persona es deshonrada, como esta afección consiste en ofender moralmente, esto es, menospreciar a una persona, desestimarla, entonces no se requiere la producción de perjuicio visible u objetivo alguno pues lo que se hiere es el alma, y como tal, no puede apreciarse ni sensible ni cuantitativamente el posible daño causado. La lesión es del espíritu. Además de ello y como cuestión fundamentalmente subjetiva y personal que es, aquello que quizá hiera en forma cruel y desmesurada a un hombre, a otro pueda causarle hasta gracia, de ahí la imposibilidad real de fijar parámetros generales, y en consecuencia es responsabilidad del intérprete la de saber apreciar cada caso en particular acorde a las vivencias, condiciones de vida, experiencias personales, educación, ambiente en el que se desenvuelve y cuestiones análogas de la víctima, a fin de administrar la justicia del caso. Otros autores se refieren al honor subjetivo cuando consideran además que no puede hacerse depender el honor de lo que los demás piensen de una persona, porque en este caso la seguridad jurídica y el principio de igualdad se verían en peligro.
De otro lado, el honor objetivo es la reputación como ser social que tiene una persona, ello es, la fama que ha sabido ganarse con relación a sus pares y de la cual goza, sea la que fuere, pero connotada positivamente. Es la valoración que los demás tienen de una persona, el estatus que socialmente le es asignado y que ha sabido ganarse, consecuencia de una línea de conducta llevada adelante por el sujeto, de una forma dada de vida. Este aspecto del honor se ve afectado a través de la difamación, del quitar crédito, vale decir, del desprestigio, con ello se perjudica la fama del sujeto. Es por esta razón que se habla de "desacreditación" del sujeto. Así, la idea o imagen que la sociedad o el entorno poseen sobre una persona determinada estará representada por su reputación o fama, concepción en la cual, para afirmar la presencia del honor deben entenderse estos términos en sentido valorativo. Por tanto, el honor será la buena reputación o la buena fama de que goza una persona en el entorno social en el que le corresponde desenvolverse.
Para establecer un concepto de honor, algunos autores parten de dos premisas generales: la primera que defiende que el concepto de honor ha de ser un concepto aprehensible, con suficiente contenido para que pueda cumplir sus funciones. Y la segunda que propone que cuando se habla de honor, no se refiere al ser humano en general, sino a un ser humano en concreto cuyo honor es atacado y que será el único autorizado para perseguir procesalmente esa conducta.
Aunque el derecho al honor es un derecho de la personalidad que según algunos autores, se fundamenta en la dignidad de la persona, otros autores en cambio lo adjudican al pueblo o la nación entera (honor nacional) y, así al finalizar el Preámbulo de la Constitución de Japón se dice: “Nosotros, el pueblo japonés, comprometemos nuestro honor nacional en el cumplimiento, por todos nuestros medios, de estos altos ideales y propósitos”
En este orden de ideas es de destacar que el honor, como valor que es, ha sido reconocido como de importancia suprema a tal punto que ha sido tenido en mira como tal en la Convención Americana de Derechos Humanos, en su art. 11 del Capítulo I de la Parte Primera, bajo el título "Protección de la honra y de la dignidad", reza: " 1- Toda persona tiene derecho al respeto de su honra y al reconocimiento de su dignidad". Asimismo, dispone el inc. 2-: "Nadie puede ser objeto de injerencias arbitrarias o abusivas en su vida privada, en la de su familia, o en su domicilio o en su correspondencia, ni de ataque ilegales a su honra o reputación".
El derecho al honor es además reconocido en Constituciones tales como la española en su artículo 18.1, la alemana en el párrafo 2 del artículo 5 y la peruana en su artículo 2.7, y en forma indirecta, en la enmienda novena de la Constitución de los Estados Unidos.

#### Código de Honor y Tribunales de Honor
Se suele entender el honor como un conjunto de obligaciones, que si no se cumplen hacen perderlo: es lo conocido como Código de Honor o sistema de honor; una serie de reglas o principios que gobiernan una comunidad basadas en ideales que definen lo que constituye un comportamiento honorable frente a esa comunidad. La violación de un Código de Honor puede ser objeto de sanciones, o incluso de expulsión de la comunidad o la institución afectada (principalmente en las militares y educativas).

##### España
La Constitución española de 1978 prohibió los Tribunales de Honor en su Artículo 26.

Se prohíben los Tribunales de Honor en el ámbito de la Administración civil y de las organizaciones profesionales.

Aunque tal redacción dejaba a salvo los tribunales militares de honor (creados por Real Decreto de 3 de enero de 1867, y que se extendieron a la Administración con la Ley de funcionarios civiles de 1918 y posteriormente a los colegios profesionales), incluso esos primeros fueron suprimidos posteriormente por la Ley Orgánica 2/1989, de 3 de abril.

##### Reino Unido
En el Derecho del Reino Unido se conoce como court of honour o court of chivalry un tipo de tribunal que desde 1389 se formaba ante el Earl Marshal ("conde mariscal") y el Lord High Constable (hasta que este cargo fue abolido) con jurisdicción de muy variados casos, desde asuntos contractuales hasta actos de guerra y disputas heráldicas (como el derecho a utilizar escudo de armas), y sus decisiones no se imponían con multas ni penas de prisión. Aunque cayó en un relativo desuso, no es del todo obsoleta, conociendo casos tan recientemente como en el año 1954. También se denominan court of honour a los tribunales militares que investigan y juzgan acciones u omisiones que se consideran "impropias de un oficial y un caballero", pero no punibles bajo el derecho militar; a los que, compuestos por caballeros, zanjaban una disputa mediante un duelo; o a ciertas reuniones dentro de las instituciones del escultismo (boy scouts).

##### Francia
Para determinar la condición de colaboracionistas con la ocupación alemana de Francia y el régimen de Vichy, desde 1945 funcionó un tipo de jurisdicción administrativa de último recurso que se denominó Jury d’honneur (jurado de honor).

##### Alemania
En el Derecho alemán están regulados los Ehrengerichte ("tribunales de honor") o Berufsgerichte ("tribunales profesionales") para regular las violaciones a distintos códigos de conducta o deontología profesional, como las de abogados o médicos.

#### Funciones del honor
Entendido el honor bajo esa naturaleza jurídica, es considerado por algunos autores idóneo para cumplir determinadas funciones, que completan el sentido y significado de ese derecho fundamental:
En primer lugar permite delimitar lo que realmente es merecedor de una protección jurídico-penal frente a ofensas sin un contenido suficiente que las haga merecedoras de tal protección. Así, no se atentaría contra el bien jurídico honor cuando con las ofensas no haya posibilidad de alterar las relaciones sociales, ni suponga un verdadero ataque a la dignidad. Tampoco se produce un ataque al honor cuando se falsea la realidad, a no ser que ese falseamiento sea tan grave que pueda afectar a las relaciones sociales del ofendido.
En segundo lugar, el derecho al honor es un derecho fundamental que posee suficiente contenido como para constituirse en un bien jurídico penal. Además, su influencia transciende del ámbito individual porque forma las relaciones sociales entre los individuos y su falta de protección podría llevar a un mal uso de otros derechos, lo que a su vez provocaría un aumento de la agresividad social.

## Los llamados “conflictos de derechos fundamentales”
Castillo Córdova dedica todo un capítulo a los llamados conflictos de derechos fundamentales ya que el estudiar constitucionalmente los derechos lleva inevitablemente hacia una adicional cuestión: la de los llamados conflictos de derechos.
Según una posición conflictivista, cita Castillo, de los derechos fundamentales éstos pueden entrar en oposición entre sí. Los principales mecanismos de solución que utilizan quienes parten de una visión conflictivista de los derechos fundamentales son la jerarquía y la ponderación de los derechos. 
El otro usual mecanismo de solución dentro de la concepción conflictivista es la llamada ponderación de derechos. Este mecanismo es especialmente desarrollado en el ámbito anglosajón y consiste en sopesar los derechos o bienes jurídicos en conflicto, a fin de determinar cuál derecho “pesa” más en ese caso concreto, y cuál debe quedar desplazado. Un derecho desplaza a otro dependiendo de las concretas circunstancias del caso.

### 1.	Crítica a las posiciones conflictivistas.
Concebir los derechos fundamentales como realidades contrapuestas entre sí, sostiene Castillo, y que por tanto tienden a entrar en colisión, trae como consecuencia que exista una suerte de derechos de primera y otros de segunda categoría.
Como bien ha dicho Toller, “resultado es que en gran parte, la resolución de litigios constitucionales pasa hoy día por la elección de uno de los bienes en juego y en el diferimiento o anulación del otro”. Así las posiciones conflictivistas impiden una formulación de vigencia conjunta y armoniosa de todos los derechos constitucionalmente reconocidos al hombre.
Vistos estos considerandos, apostamos junto con Castillo, a la interpretación de que los derechos humanos devienen precisamente de una realidad unitaria y coherente , no puede haber manera de que los derechos puedan ser contradictorios entre sí, al punto que puedan entrar en conflicto y la única manera que tienen de existir y de ser ejercitados es la de compatibilidad armoniosa entre unos y otros. Y, por tanto, los llamados conflictos entre derechos no existen. Ningún derecho fundamental puede exigir y legitimar una conducta que sea contradictoria con el contenido de otro derecho fundamental.
En este mismo sentido, los conflictos no se dan entre los derechos fundamentales o constitucionales, sino entre las pretensiones de las partes que son enfrentadas en un litigio, dado que cada una invoca un derecho fundamental diferente. De esta manera, como infiere Castillo, concluyendo junto con Serna y Toller, que el conflicto se da sólo aparentemente entre los derechos, y realmente entre las pretensiones y entre los intereses individuales de cada una de las partes. 
De modo que podemos afirmar que si son sólo aparentes los conflictos de derechos, puesto que no pueden tener un contenido contradictorio unos y otros derechos o puesto que las disposiciones constitucionales que los reconocen no pueden interpretarse de modo contradictorio entre sí, entonces se debe definir en cada caso quién ha ejercitado su derecho según su alcance jurídicamente protegido y quién no.

### 2.	Conflicto entre honor, intimidad y propia imagen
Paralelamente al bien jurídico "honor de las personas", se encuentra un derecho constitucional que en los últimos tiempos e incluso en el plano internacional ha adquirido una gran relevancia, este es "el derecho a la intimidad o privacidad de las personas", estrechamente ligado con aquel. Así pues, como sostiene Vidal, se ha considerado que en el derecho a la intimidad el bien jurídico protegido es una libertad potenciada o superlativa que la persona reclama en el ámbito de lo íntimo, mientras que en el derecho al honor el bien jurídico protegido no es la libertad sino el patrimonio moral que a una persona corresponde por el hecho de serlo.
Novoa Montreal, citado por Vidal, considera que el derecho a la intimidad está integrado por dos aspectos: el primero correspondería al derecho que tiene todo ser humano a disponer de momentos de soledad, recogimiento y quietud que le permitan replegarse sobre sí mismo, meditar, orar, abrirse a la contemplación tanto exterior como interior; el segundo aspecto se traduciría en el derecho de mantener fuera del conocimiento ajeno hechos o actos que pertenecen a lo privado de una persona.
Y para Carmona Salgado , citada también por Vidal, el derecho a la intimidad no es sólo un estatus negativo frente a los demás, sino también un estatus positivo, de tal forma que en la actualidad la intimidad, más que un derecho a no ser molestado (que persiste), es un derecho de participación y control de las informaciones que afectan a la persona y sobre las que el interesado está legitimado para incidir en la forma y contenido de su divulgación.
Es así como los conceptos de honor y de intimidad no se superponen ni coinciden. Mientras que el derecho al honor tiene por objeto proteger a la persona frente a los ataques de otros que pretendan humillarla o menospreciarla, el derecho a la intimidad tiene por objeto proteger al sujeto frente a las injerencias de terceros dentro de su esfera íntima, bien sea excluyendo ésta del conocimiento ajeno, bien sea mediante el control de las informaciones que la afecten.
Ahora bien, puede decirse que lesionando tanto la privacidad o la intimidad de las personas de manera directa, se vulnera a su vez el honor de las mismas de una forma indirecta o mediata; cuanto menos en su aspecto subjetivo. Sin embargo ello no importa necesariamente lesionar el honor en su fase objetiva. Vale decir que a través de una conducta determinada puede verse afectada la intimidad de una persona. Como por ejemplo publicar la fotografía de un ser querido de una persona en un estado pésimo de salud, cercano a la muerte en una revista, importa ello a su vez una ofensa de carácter moral (lesión del honor subjetivo de la víctima), pero no necesariamente restarle crédito frente a sus pares (afección del honor objetivo, pues con dicha conducta no se desacredita, no se quita fama). 
En igual sentido, atacar directamente el honor objetivo de las personas no afectará dicha acción la intimidad o privacidad de estas. Decir de una persona que es deshonesta (restar crédito) no significa en absoluto, lesionar su privacidad. Ello es así con carácter de necesidad, sin perjuicio de que dicho actuar afecte concomitantemente el honor subjetivo del sujeto pasivo (ya que el hecho que se le haya imputado el adjetivo calificativo de deshonesto, puede herirlo moralmente), en tanto y en cuanto se trate de una persona física (pues no es así en el caso de las personas de existencia ideal). De lo expuesto se deriva que si bien existe una relación intensa entre los conceptos, los mismos no se confunden en uno solo.

### 3.	Conflicto entre las libertades informativas y el honor
En el Perú existe responsabilidad penal por la difusión de opiniones que afectan el derecho al honor. Cuando las opiniones tengan por objeto asuntos y personas que no guarden relación con asuntos públicos o de interés general, la protección de la libertad de expresión frente al derecho al honor se debilita, lo cual se debe a que se encuentra ausente el fundamento de su posición preferente, esto es su contribución a la libre y plural difusión de información, ideas u opiniones, presupuesto indispensable para la formación de una opinión pública libre e informada sobre asuntos de interés general.
Diferente es el caso cuando se trate de difusión de opiniones referidas a temas de interés general o público y el sujeto afectado en su honor es un funcionario público o una persona de relevancia pública, ya que en estos supuestos la evaluación de la naturaleza lesiva de la opinión deberá hacerse en términos muy tolerantes. Se entiende claramente que los funcionarios públicos, políticos o personas de relevancia pública se exponen “inevitable y deliberadamente, a una fiscalización atenta de sus actos y gestos, tanto por los periodistas como por la multitud de ciudadanos, y por ello tiene que mostrarse más tolerante” 
Lo que sí deben quedar excluidas del ámbito de protección de la libertad de expresión son las frases “manifiestamente injuriosas sin relación con las ideas u opiniones que se expongan y que resulten innecesarias para la transmisión de las mismas”, así como “las manifestaciones xenófobas o racistas que lesionan la dignidad humana, base de todos los derechos fundamentales (...), puesto que éstas, en última instancia atentan contra el principio de no discriminación. 
Sin embargo, como sostiene López-Hermida , estos dos derechos humanos como son el derecho al honor y a la información – o comunicación – están más ligados de lo que parece. Gracias al honor, como proyección de lo más íntimo del ser humano como individuo, se facilita la comunicación pacífica entre las personas de una sociedad, generándose así el triángulo lógico entre honor-sociedad-comunicación.
Mirar en menos el honor de una persona juega en contra de la sociedad misma, pues se rompe toda posible comunicación. Resulta lógico pensar que, si se empieza a considerar en un “segundo nivel honorífico” a los pelirrojos, la comunicación entre estos y los morenos tarde o temprano se hará imposible, produciéndose un quiebre social causado, en este absurdo ejemplo, por el color del pelo, pero que en la realidad se produce por el sexo, la clase socioeconómica, el color de la piel, la raza, la religión, etc.
En definitiva, romper el honor de las personas es romper la sociedad y, por lo tanto conduce a romper la comunicación.

### 4.	Derecho a la rectificación
Se podría afirmar, como lo indica Castillo Córdova, que en caso del derecho al honor, existe el derecho de rectificación de modo que si se dijo algo inexacto de alguien, con la rectificación de los informado quedaría a salvo el honor. Pero no es así, al menos no siempre Y no es al menos por dos razones. Primera, porque es preferible evitar la vulneración del derecho que permitirla y luego repararla. Y segunda, se espera demasiado del mecanismo reparador (la rectificación) , y no se tiene en cuenta que es imposible que con el mecanismo reparador se regrese a la misma situación anterior de ocurrida la vulneración.
Sin embargo la rectificación es un derecho reconocido en el segundo párrafo del art. 2.7 de la Constitución, al señalar que: “Toda persona afectada por afirmaciones inexactas o agraviada en cualquier medio de comunicación social tiene derecho a que éste se rectifique en forma gratuita, inmediata y proporcional, con perjuicio de las responsabilidades de ley.”
Asimismo, la Convención Americana sobre Derechos Humanos precisa en su artículo 14.1 que: “Toda persona afectada por informaciones inexactas o agraviantes emitidas en su perjuicio a través de medios de difusión legalmente reglamentados y que se dirijan al público en general, tiene derecho a efectuar por el mismo órgano de difusión su rectificación o respuesta en las condiciones que establezca la ley”.
Por lo demás, pese a su expreso reconocimiento en los tratados sobre Derechos Humanos, la Defensoría del Pueblo nos advierte sobre la importancia de tomar nota de lo sensible del tema pues existen algunos cuestionamientos a su ejercicio. Así se ha sostenido que “los llamados derechos de respuesta, réplica o rectificación constituyen sin duda, una forma de imposición arbitraria y obligatoria de información”

## Aspectos relevantes en los delitos contra el honor

### 1.	Delitos contra el honor
La injuria es la ofensa al honor de una persona que está presente y que se puede hacer en privado. 
La difamación es la ofensa al honor de una persona que puede estar ausente, hecha ante otras o la publicación de hechos de menosprecio y rebajamiento ante la opinión pública que son falsos. Lo relevante en la difamación es la divulgación y publicidad que se hace de un hecho a un tercero.
Dependerá del ámbito sobre el cual se incurran, y puede ser tanto en el campo civil (será responsable la persona física o jurídica propietaria del medio informativo a través del cual se haya propagado la calumnia o injuria ya que todo director sabe el contenido de la información y opinión que el periódico difunde) como penal (a través de calumnias que pueden versar sobre la atribución de un delito, o imputación de una falsedad ya por ser inexistente el delito o por haber intervenido en él la persona imputada). En el caso de la injuria es el ataque a la honra u honor subjetivo, fama y estimación de las personas.
Lo importante es determinar si ha existido intención real de producir el daño causado porque puede ocurrir que, a pesar de ser un hecho real, si la persona no ha tenido esa intención no hay delito. En los supuestos de intromisión ilegítima, para que se produzca una lesión del derecho al honor, ha de haber una imputación de hechos o manifestación de juicios de valor en la que una persona puede verse afectada por la imputación de un hecho concreto. Además ha de contener acciones y expresiones que, de cualquier modo, lesionen la dignidad de otra persona a través de la publicidad de ciertos hechos o noticias que hagan desmerecer la consideración ajena. 
La divulgación alcanzará el límite de sus normales destinatarios y siendo indiferente el medio empleado para la misma. Los medios de difusión pueden ser la radio, televisión, prensa. En cuanto al menoscabo de la fama o atentado contra la propia estimación requiere de dos elementos como es la difamación o desmerecimiento en la consideración ajena. 
La difamación es toda información pública tendenciosa en la que se divulga hechos de la conducta privada o situaciones morales con propósito de desprestigio o descrédito que puede perjudicar la fama y la imagen. En cuanto al desmerecimiento señalar que es la divulgación cierta de datos que no se han querido divulgar, entrando en la esfera personal.

### 2.	Sujetos pasivos
Se plantea el problema de si las personas jurídicas y las diferentes colectividades pueden ser sujetos pasivos de los delitos de injurias (de los ataques ilegítimos contra su honor). En la doctrina, como indica Álvarez García, se pueden encontrar dos posturas opuestas y claramente diferenciadas. En un lado se sitúan los autores que, como Concha Carmona Salgado, opinan que las personas jurídicas y las colectividades no tienen honor y por tanto no deben tenerlo protegido penalmente. Esta postura parte de un concepto del bien jurídico honor basado o equivalente a la dignidad humana. Es decir, sólo cabría la protección del honor de las personas individuales. Reconocen, sin embargo estos autores, que podría hacerse una excepción pero siempre y cuando ese atentado contra el honor de una colectividad, grupo o persona jurídica, hubiera trascendido al honor de las personas individuales que conforman ese grupo. 
En el otro extremo doctrinal se encuentran los que como Serrano Gómez o Bello Landrove consideran que las personas jurídicas e incluso las asociaciones carentes de personalidad, pueden ser sujetos pasivos de los delitos contra el honor. Esta postura se basaría en la creencia de que aunque el ataque sea contra el honor del grupo, es el honor de las personas individuales que componen ese grupo el que resulta dañado.

### 3.	Garantías constitucionales
o	Garantías procesales genéricas.
o	Acción de inconstitucionalidad.
o	Acción popular.
o	Acción de cumplimiento (Ley 26301)
o	Acción de habeas corpus (Ley 23506 y 25398), recogida en el inciso 1 del art. 200 del Código Penal.
o	Acción de amparo.
o	Acción de Corpus Data, recogida en el inciso 3 del art. 200 del Código Penal (Ley 26301)

### 4.	Proceso de Habeas Data.
La Constitución de 1993 incorpora por primera vez la garantía constitucional del Habeas Data. Es un proceso judicial de carácter constitucional que tiene como finalidad proteger el derecho de las personas de acceder a determinada información por parte de cualquier entidad pública y el derecho a que los bancos de información (públicos o privados) no suministren informaciones que afecten a la intimidad personal y familiar. Lo puede presentar el mismo afectado o cualquier otra persona en su nombre; si el Juez comprueba que, efectivamente, se está atentando contra estos derechos, ordena que se permita acceder a la información denegada al demandante o, en su caso, se proceda a impedir que se suministre determinada información. 

#### a.	Derechos que protege el Habeas Data
1.	El derecho a solicitar información de las personas naturales y jurídicas a cualquier entidad pública, con excepción de informaciones relativas a la intimidad, seguridad nacional u otros límites que establezca la ley. 
2.	El derecho de las personas naturales y jurídicas a que los servicios informáticos o no, públicos o privados, no suministren informaciones que afecten la intimidad personal y familiar (Art. 2°-6). 
3.	El derecho al honor y a la buena reputación, a la intimidad personal y familiar, así como a la voz y a la imagen propias (Art. 2° 7). 
El Perú no es ajeno al sentimiento constitucional y es así como la Constitución Política del Estado de 1993 ha encomendado al Tribunal Constitucional funciones muy importantes dentro del denominado sistema constitucional. Estas funciones son expresadas a través del artículo 202° el cual señala sus respectivas atribuciones. El Tribunal Constitucional fue creado en el Perú por la Constitución Política de 1979. Entró en funciones en noviembre de 1982 para resolver las acciones de inconstitucionalidad contra normas legales y los recursos de casación contra resoluciones de la Corte Suprema.
En particular, los jueces y tribunales ordinarios y demás autoridades administrativas, se encuentran sometidos a la jurisprudencia del TC, tanto si se declara la inconstitucionalidad de la norma legal, como si ha sido des- estimada la demanda. En este sentido, el artículo 39° de la LOTC dispone que "los jueces deben aplicar una norma cuya constitucionalidad haya sido confirmada por el Tribunal". 
Con respecto al derecho al honor, el Tribunal Constitucional sentenció , “el derecho personal a la integridad física, síquica y moral, el derecho al honor, a la dignidad personal y a la buena reputación, el derecho a una vida tranquila y en paz y el derecho a la igualdad entre los seres humanos, son valores más altos, constitucionalmente...”